# Седов, Сергей Львович
Сергей Львович Седо́в (21 марта 1908, Вена — 29 октября 1937, Красноярск) — советский учёный, инженер-теплотехник, профессор, военинженер 3-го ранга. Сын Л. Д. Троцкого и Н. И. Седовой, младший брат Л. Л. Седова.

## Биография
В детстве мечтал стать цирковым артистом, даже пытался сбежать из дома с бродячим цирком. Занимался спортом, гимнастикой и играл в футбол. Окончил Московский механический институт. Выехал из кремлёвской квартиры отца, проживал по адресу: Москва, Большая Серпуховская улица, дом 46, квартира 155. Преподавал в Московском авиационном институте и Дирижабельном учебном комбинате.
Навещал родителей в Алма-Ате, затем провожал отца с семьёй и родственниками до Одессы, откуда отходил пароход «Ильич» в Турцию. Сам остаётся в Советском Союзе. В отличие от отца и старшего брата был далёк от политики, беспартийный. Стал талантливым инженером, автором ряда трудов по термодинамике и теории дизеля. В неполные 30 лет — профессор Московского технологического института. Жил в Ленинграде с женой Ольгой Эдуардовной Гребнер (1906—1995).
3 марта 1935 в связи с так называемым Кремлёвским делом С. Л. Седов был арестован и заключён в Бутырскую тюрьму. Приговорён Особым совещанием НКВД СССР 14 июля 1935 к 5 годам ИТЛ, затем последовало постановление ОС НКВД СССР от 20 июля 1935 с заменой на 5 лет ссылки в Красноярск. За ним последовала вторая жена Генриетта Михайловна Рубинштейн (1911—1987). Жил в Красноярске и работал на Красноярском машиностроительном заводе, куда его принял инженером по газогенераторам директор А. П. Субботин после утверждения в ВКП(б) и НКВД, а также получения разрешения от А. П. Серебровского.
В июне 1936 обвинили во вредительстве и снова арестовали, затем отправили в Воркуту, потом — на доследование в Москву, после чего вернули в Красноярск, где 29 октября 1937 он был расстрелян. Свою дочь Юлию Сергеевну Седову так и не увидел, жену с рождением ребёнка поздравил письмом. Родители в это время из Мексики пытались организовать с помощью таких международно известных друзей СССР, как Андре Жид, Бернард Шоу, Ромен Роллан, общественный запрос о правомерности репрессий, в том числе и к их сыну. В 1988 Верховный суд СССР отменил приговор в отношении С. Л. Седова и дело прекратил за отсутствием в его действиях состава преступления.

## Семья
- Первая жена — Ольга Эдуардовна Гребнер (1906—1995), библиотекарь, актриса.
- Вторая жена (с 1935 года) — Генриетта Михайловна Рубинштейн (1911—1987), инженер Авиагидростроя, первым браком замужем за кинооператором и изобретателем в области кинотехники А. Г. Болтянским (1911—1985); провела 10 лет в ИТЛ и 9 лет в ссылке. Её брат — писатель Борис Рунин.
  - Дочь — Юлия Сергеевна Рубинштейн (впоследствии Шестопалова, в замужестве Аксельрод; род. 1936), после ареста и осуждения матери (1937) воспитывалась бабушкой и дедушкой, с которыми находилась в ссылке.

## Сочинения
- Мезин И. С., Седов С. Л., Черномордик Б. М. Легкие газогенераторы автотракторного типа. ОНТИ НКТП. — Л.: Госмашметиздат, 1934. — 308 с. — (Труды Института).
- Милая моя ресничка. Сергей Седов. Письма из ссылки / ред.-сост. Е. В. Русакова ; подг. документов С. А. Ларьков ; под общей ред. И. А. Флиге. — СПб. : НИЦ «Мемориал», Hoover Institution Archives (Stanford University), 2006. −254 с.: портр., ил.[6]